# 茹古雷尼鄉
45°7′N 26°24′E / 45.117°N 26.400°E
茹古雷尼鄉（羅馬尼亞語：Comuna Jugureni, Prahova），是羅馬尼亞的鄉份，位於該國中南部，由普拉霍瓦縣負責管轄，面積27平方公里，海拔高度500米，2007年人口636，人口密度每平方公里24人。